# Victoriastadion
Het Victoriastadion is een multifunctioneel sportstadion in Gibraltar. Het wordt momenteel gebruikt door zowel het Gibraltarees voetbalelftal als alle 12 clubs uit de Premier Division. De eigenaar van het stadion is de Gibraltarese voetbalbond, die het stadion in april 2017 kocht van de Gibraltarese regering. Er waren plannen om een nieuw stadion te bouwen, maar deze zijn niet doorgegaan. In plaats daarvan werd het huidige stadion gerenoveerd en gemoderniseerd, zodat het voldeed aan de eisen van de UEFA. Na deze renovatie in 2017 speelt Gibraltar al haar interlands in het stadion (daarvoor enkel vriendschappelijke) en hoefde het niet meer uit te wijken naar het Estádio Algarve in Portugal.

## Interlands
| 1  | 1 maart 2014      | Gibraltar – Faeröer         | 1 – 4 | Vriendschappelijk           | 500   |
| 2  | 5 maart 2014      | Gibraltar – Estland         | 0 – 2 | Vriendschappelijk           | 1.906 |
| 3  | 23 maart 2016     | Gibraltar – Liechtenstein   | 0 – 0 | Vriendschappelijk           | 800   |
| 4  | 29 maart 2016     | Gibraltar – Letland         | 0 – 5 | Vriendschappelijk           | 1.000 |
| 5  | 25 maart 2018     | Gibraltar – Letland         | 1 – 0 | Vriendschappelijk           | 1.306 |
| 6  | 6 september 2018  | Gibraltar – Macedonië       | 0 – 2 | UEFA Nations League 2018/19 | 1.850 |
| 7  | 16 oktober 2018   | Gibraltar – Liechtenstein   | 2 – 1 | UEFA Nations League 2018/19 | 2.000 |
| 8  | 16 november 2018  | Gibraltar – Armenië         | 2 – 6 | UEFA Nations League 2018/19 | 1.955 |
| 9  | 23 maart 2019     | Gibraltar – Ierland         | 0 – 1 | EK 2020 kwalificatie        | 2.000 |
| 10 | 26 maart 2019     | Gibraltar – Estland         | 0 – 1 | Vriendschappelijk           | 1.900 |
| 11 | 5 september 2019  | Gibraltar – Denemarken      | 0 – 6 | EK 2020 kwalificatie        | 2.076 |
| 12 | 15 oktober 2019   | Gibraltar – Georgië         | 2 – 3 | EK 2020 kwalificatie        | 1.455 |
| 13 | 18 november 2019  | Gibraltar – Zwitserland     | 1 – 6 | EK 2020 kwalificatie        | 2.000 |
| 14 | 5 september 2020  | Gibraltar – San Marino      | 1 – 0 | UEFA Nations League 2020/21 | 0     |
| 15 | 17 november 2020  | Gibraltar – Liechtenstein   | 1 – 1 | UEFA Nations League 2020/21 | 0     |
| 16 | 24 maart 2021     | Gibraltar – Noorwegen       | 0 – 3 | WK 2022 kwalificatie        | 0     |
| 17 | 30 maart 2021     | Gibraltar – Nederland       | 0 – 7 | WK 2022 kwalificatie        | 335   |
| 18 | 4 september 2021  | Gibraltar – Turkije         | 0 – 3 | WK 2022 kwalificatie        | 702   |
| 19 | 8 oktober 2021    | Gibraltar – Montenegro      | 0 – 3 | WK 2022 kwalificatie        | 1.351 |
| 20 | 16 november 2021  | Gibraltar – Letland         | 1 – 3 | WK 2022 kwalificatie        | 1.130 |
| 21 | 23 maart 2022     | Gibraltar – Grenada         | 0 – 0 | Vriendschappelijk           | 410   |
| 22 | 26 maart 2022     | Gibraltar – Faeröer         | 0 – 0 | Vriendschappelijk           | 727   |
| 23 | 5 juni 2022       | Gibraltar – Noord-Macedonië | 0 – 2 | UEFA Nations League 2022/23 | 703   |
| 24 | 9 juni 2022       | Gibraltar – Bulgarije       | 1 – 1 | UEFA Nations League 2022/23 | 1.427 |
| 25 | 26 september 2022 | Gibraltar – Georgië         | 1 – 2 | UEFA Nations League 2022/23 | 1.199 |
| 26 | 16 november 2022  | Gibraltar – Liechtenstein   | 2 – 0 | Vriendschappelijk           | 558   |
| 27 | 19 november 2022  | Gibraltar – Andorra         | 1 – 0 | Vriendschappelijk           | 2.006 |